# Saint-Martin-sur-le-Pré
Pour les articles homonymes, voir Saint-Martin.
Saint-Martin-sur-le-Pré est une commune française, située dans le département de la Marne en région Grand Est. De l'agglomération de Châlons-en-Champagne.

## Géographie

### Communes limitrophes
| Recy          |                         | Dampierre-au-Temple             |
| Saint-Gibrien | Saint-Martin-sur-le-Pré | Saint-Étienne-au-Temple L'Épine |
| Fagnières     |                         | Châlons-en-Champagne            |

### Hydrographie
La commune est traversée par la ligne de partage des eaux entre les régions hydrographiques « la Seine de sa source au confluent de l'Oise (exclu) » et « la Seine du confluent de l'Oise (inclus) à l'embouchure » au sein du bassin Seine-Normandie. Elle est drainée par la Marne, le canal latéral à la Marne, le canal d'Alimentation et le canal Saint-Martin,.
La Marne  prend sa source sur le plateau de Langres, dans la commune de Saints-Geosmes (Haute-Marne) et se jette dans la Seine entre Charenton-le-Pont et Alfortville (Val-de-Marne) dans le quartier de Conflans-l'Archevêque. Les caractéristiques hydrologiques de la Marne sont données par la station hydrologique située sur la commune de Saint-Martin-sur-le-Pré. Le débit moyen mensuel est de 70,7 m3/s. Le débit moyen journalier maximum est de 483 m3/s, atteint lors de la crue du 27 janvier 2018. Le débit instantané maximal est quant à lui de 492 m3/s, atteint le 28 janvier 2018.
Le canal latéral à la Marne est un canal, chenal navigable de 67 km reliant Vitry-le-françois à Mardeuil où il se jette dans la Marne. 

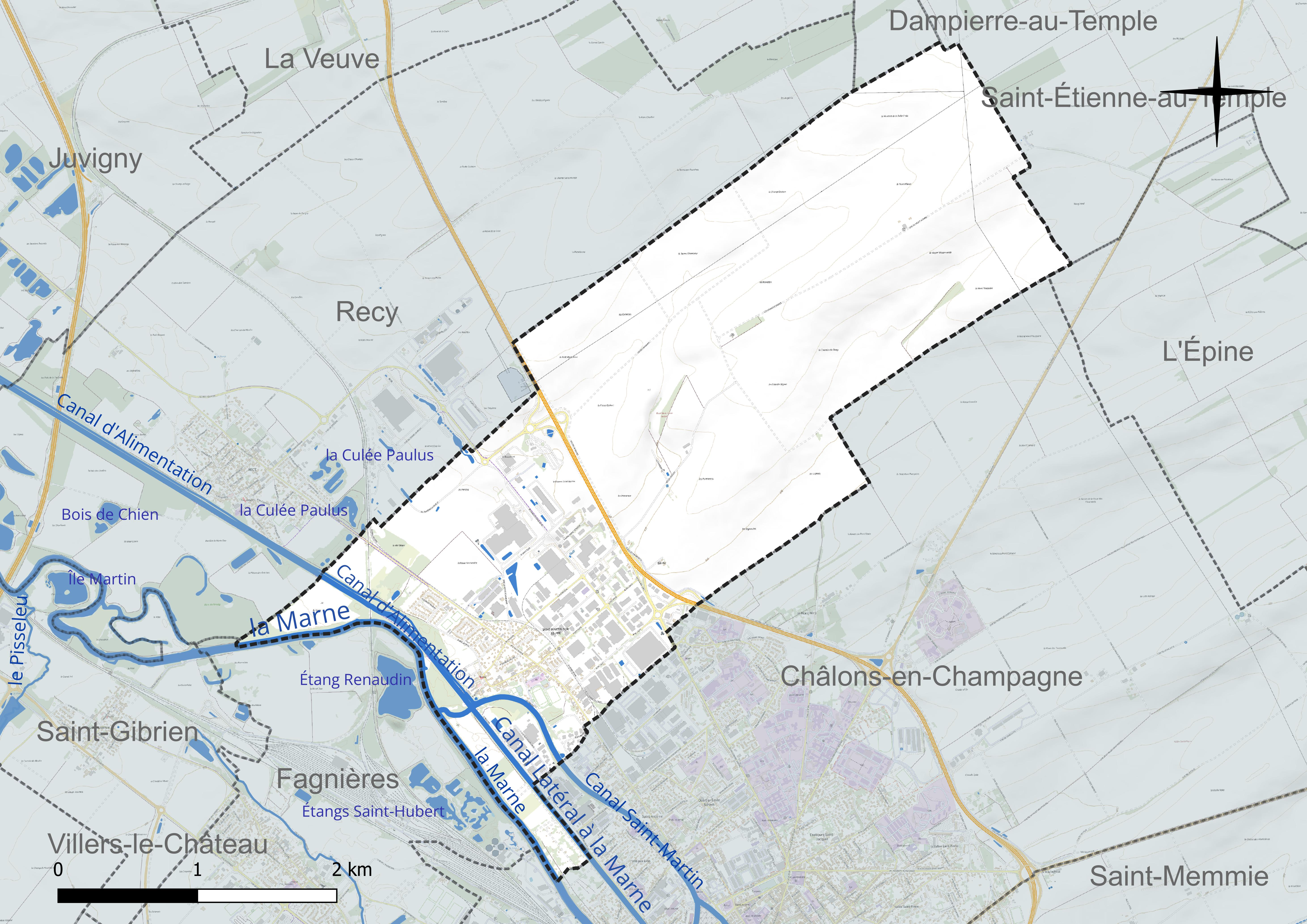
Réseau hydrographique de Saint-Martin-sur-le-Pré.

### Climat
Pour des articles plus généraux, voir Climat du Grand Est et Climat de la Marne.
En 2010, le climat de la commune est de type climat océanique dégradé des plaines du Centre et du Nord, selon une étude du Centre national de la recherche scientifique s'appuyant sur une série de données couvrant la période 1971-2000. En 2020, Météo-France publie une typologie des climats de la France métropolitaine dans laquelle la commune est exposée à un climat océanique altéré et est dans la région climatique  Nord-est du bassin Parisien, caractérisée par un ensoleillement médiocre, une pluviométrie moyenne régulièrement répartie au cours de l’année et un hiver froid (3 °C). 
Pour la période 1971-2000, la température annuelle moyenne est de 10,4 °C, avec une amplitude thermique annuelle de 16 °C. Le cumul annuel moyen de précipitations est de 668 mm, avec 11,5 jours de précipitations en janvier et 8,4 jours en juillet. Pour la période 1991-2020, la température moyenne annuelle observée sur la station météorologique de Météo-France la plus proche, « Fagnières-Inra », sur la commune de Fagnières à 2 km à vol d'oiseau, est de 11,2 °C et le cumul annuel moyen de précipitations est de 632,3 mm. 
La température maximale relevée sur cette station est de 41,8 °C, atteinte le 25 juillet 2019 ; la température minimale est de −21 °C, atteinte le 6 janvier 1985,,. 
Les paramètres climatiques de la commune ont été estimés pour le milieu du siècle (2041-2070) selon différents scénarios d'émission de gaz à effet de serre à partir des nouvelles projections climatiques de référence DRIAS-2020. Ils sont consultables sur un site dédié publié par Météo-France en novembre 2022.

## Urbanisme

### Typologie
Au 1er janvier 2024, Saint-Martin-sur-le-Pré est catégorisée ceinture urbaine, selon la nouvelle grille communale de densité à sept niveaux définie par l'Insee en 2022.
Elle appartient à l'unité urbaine de Châlons-en-Champagne, une agglomération intra-départementale regroupant cinq  communes, dont elle est une commune de la banlieue,,. Par ailleurs la commune fait partie de l'aire d'attraction de Châlons-en-Champagne, dont elle est une commune de la couronne,. Cette aire, qui regroupe 97 communes, est catégorisée dans les aires de 50 000 à moins de 200 000 habitants,.

### Occupation des sols
L'occupation des sols de la commune, telle qu'elle ressort de la base de données européenne d’occupation biophysique des sols Corine Land Cover (CLC), est marquée par l'importance des territoires agricoles (74,1 % en 2018), en diminution par rapport à 1990 (80,9 %). La répartition détaillée en 2018 est la suivante : 
terres arables (73,2 %), zones industrielles ou commerciales et réseaux de communication (18,3 %), zones urbanisées (5,2 %), milieux à végétation arbustive et/ou herbacée (1,9 %), cultures permanentes (1 %), eaux continentales (0,5 %). L'évolution de l’occupation des sols de la commune et de ses infrastructures peut être observée sur les différentes représentations cartographiques du territoire : la carte de Cassini (XVIIIe siècle), la carte d'état-major (1820-1866) et les cartes ou photos aériennes de l'IGN pour la période actuelle (1950 à aujourd'hui).

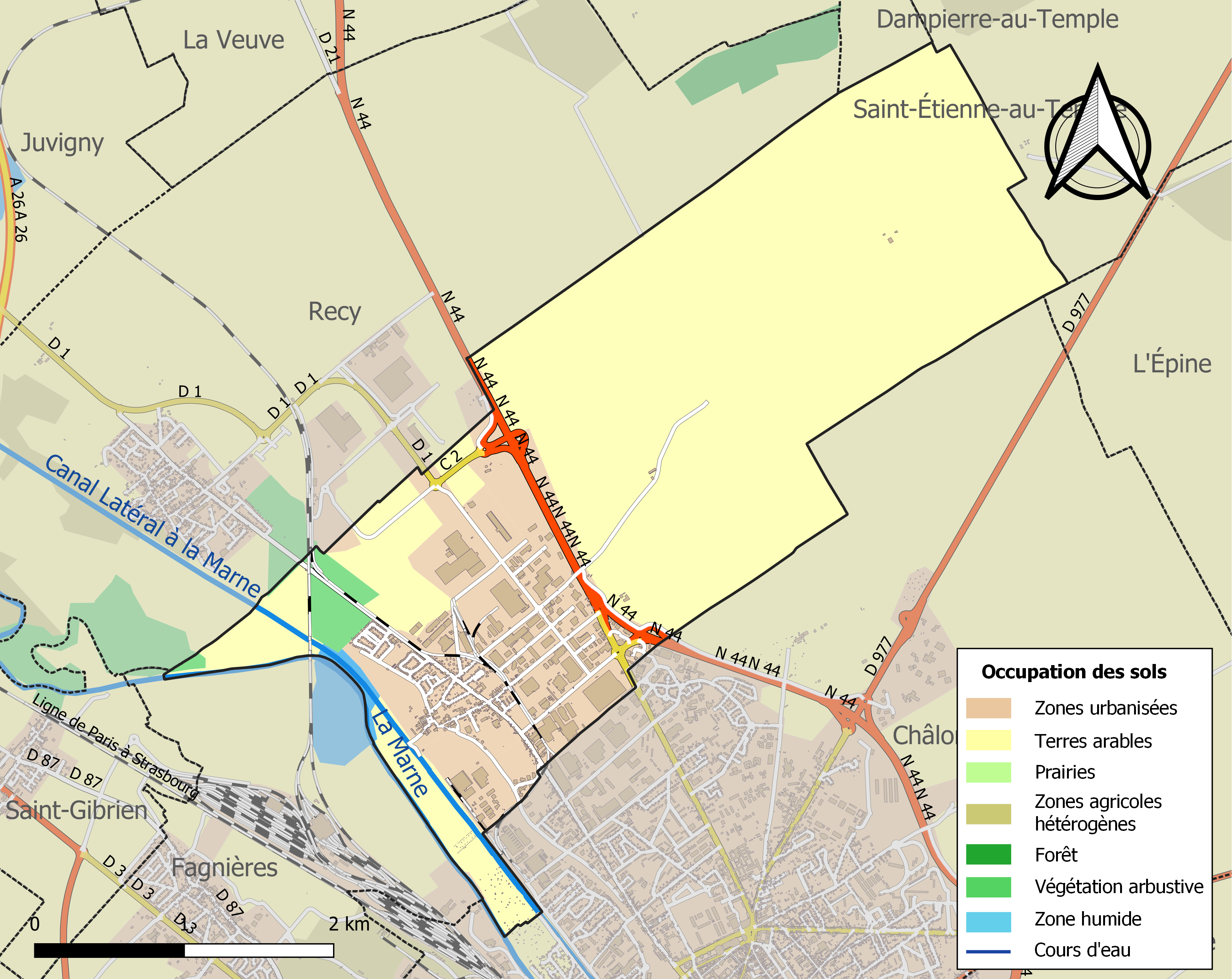
Carte des infrastructures et de l'occupation des sols de la commune en 2018 (CLC).

## Toponymie
Les premières mentions de Saint-Martin remontent à 1143 sous le vocable Saint-Martin-prez-Vinetz mais aussi avec les variances de l'époque Santci Martini Viencel, Santci Martini juxta Vincellum mais aussi Sanctum Martinum juxta Cathalaunum. De la fin du XVIe siècle au XVIIe siècle le nom unifié par Saint-Martin-sur-le Prez avant une résurgence francisée de Saint-Martin-et-Vinetz ou Saint-Martin-les-Vinetz avant que ne paraisse en l'an I et II Vinetz-sur-Marne.

Saint-Martin-des-Champs est un hagiotoponyme qui fait référence à Martin de Tours, également surnommé « Saint Martin des champs ».
Les prairies de fauche, issus des anciens déboisements, ont longtemps occupé une grande partie des plaines alluviales inondables mais l’on n’en rencontre plus que quelques vestiges qui témoignent des riches fourrages que produisait les vallées et dont de nombreux toponymes de villages gardent la trace (Cheppes-la-Prairie, Saint-Martin-sur-le-Pré…).

## Histoire

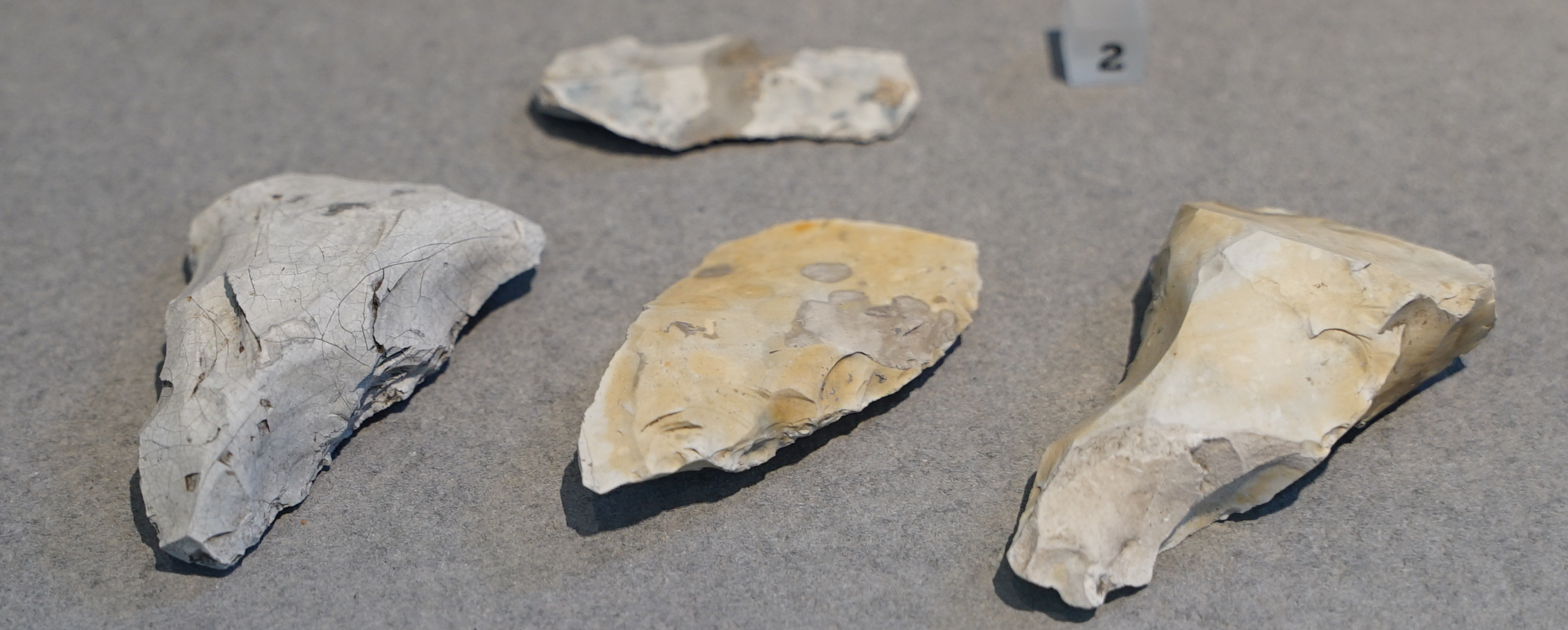
Tranchets du néolithique ancien.

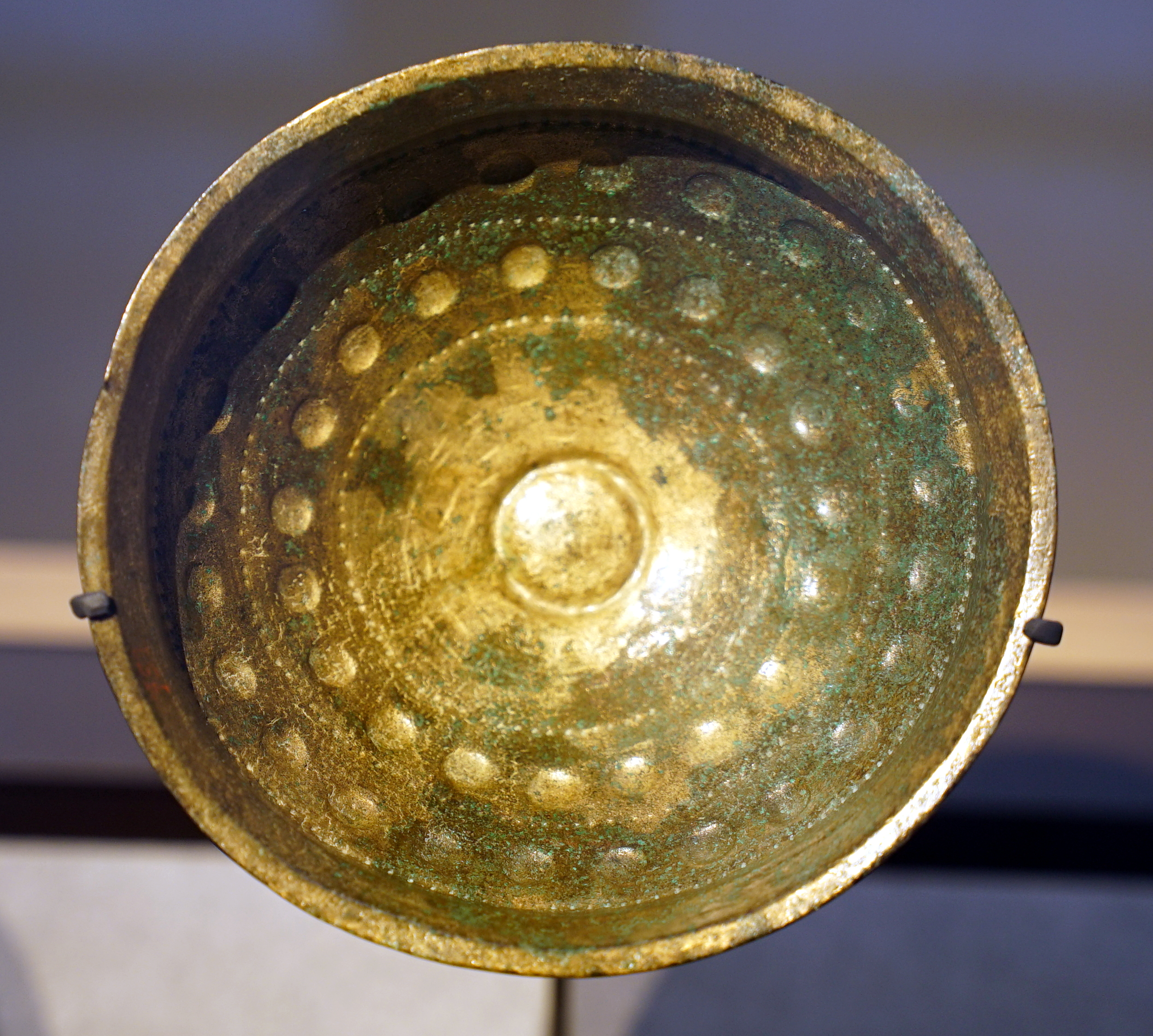
Plat du bronze final.

La région occupée par le village de Saint-Martin était habitée depuis longtemps. La mise au jour, en 1875, à proximité du centre du village, d'une station préhistorique de l'âge de la pierre taillée, a révélé qu'un groupe d'individus vivait déjà à cet endroit plus de cinq mille ans avant notre ère.
Divers objets trouvés au même endroit ou en d'autres points du territoire, permettent d'affirmer que les environs du village ont été habités aux époques gauloise et gallo-romaine.
Trois siècles plus tard[C'est-à-dire ?], le christianisme fait son apparition en Gaule.
Le grand saint Martin, évêque de Tours, est de passage en Champagne et donne son nom à de nombreuses localités traversées.
Au Moyen Âge, l'histoire du village se confond avec l'établissement et le développement des biens ecclésiastiques qui s'y forment dès le XIIe siècle, ceux de l'abbaye de Saint-Pierre-aux-Monts et du prieuré de Vinetz.
La communauté de Saint-Martin fait partie du domaine de l'évêque comte de Châlons, qui renoncera à ses droits en 1329, au profit des religieux de Vinetz qui deviendront seigneurs de Saint-Martin-les-Vinetz, le village dépendant de la coutume du Vermandois. Le village est constitué en communauté, de façon attestée depuis 1247, l'assemblée se tenait à l'issue de la messe le dimanche dans le cimetière l'été, à l'ombre des arbres, à l'entrée de la nef l'hiver puis dans l'école quand elle fut créée. Elle devait des miliciens pour la ville de Châlons où elle participait à l'entretien des fossés, de la muraille tout comme les villages à 4 ou 7 lieues à la ronde.
Pendant la guerre de Cent Ans, les Anglais ravagent la région et le village n'est pas épargné.
Au début du XVIIIe siècle, la famine, les hivers rigoureux de 1709 et 1711 des bandes de loups ravagent la région  ; en 1790 et 1794, la commune absorbe celle voisine de Vinetz.
Au cours de la Révolution française, la commune porta provisoirement le nom de Vinets-sur-Marne.
Pourquoi « sur le pré » ? Parce que le village est situé à proximité d'une vaste prairie qui s'étendait jusqu'au lit de la Marne. Cette prairie servait de pâturage commun. Elle était inondée chaque hiver, donc fertilisée par le limon du cours d'eau. Elle produisait une herbe de choix, qui pouvait nourrir une partie de l'année toutes les bêtes de la localité.

## Politique et administration
| Période                                  | Période                      | Identité                   | Étiquette | Qualité                                                                                     |
| ---------------------------------------- | ---------------------------- | -------------------------- | --------- | ------------------------------------------------------------------------------------------- |
| Les données manquantes sont à compléter. |                              |                            |           |                                                                                             |
| 1791                                     | an I                         | Boullé                     |           |                                                                                             |
| an I                                     | an III                       | Pierre Croix               |           |                                                                                             |
| an III                                   | an III                       | Cocqueteaux l'Ainé         |           |                                                                                             |
| an III                                   | an IV                        | Remy Rigollet              |           |                                                                                             |
| an IV                                    | ?                            | Louis Guillaume Dozon      |           |                                                                                             |
| an V                                     | an VI                        | Nicolas Journey            |           |                                                                                             |
| an VI                                    | An VII                       | Claude Hattat              |           |                                                                                             |
| an VII                                   | an VII                       | Henry Rigollet le jeune    |           |                                                                                             |
| an VIII                                  | 1806                         | Jean-Baptiste Cocqueteaux  |           |                                                                                             |
| 1806                                     | 1807                         | Nicolas Journey            |           |                                                                                             |
| 1807                                     | An1837                       | Jean Joseph Lamairesse     |           |                                                                                             |
| 1837                                     | 1848                         | Romain Alexis Rigollet     |           |                                                                                             |
| 1848                                     | 1853                         | Claude Augustin Lamairesse |           |                                                                                             |
| 1853                                     | 1864                         | Pierre Jules Lamairesse    |           |                                                                                             |
| 1864                                     | 1878                         | François Eugène Debin      |           |                                                                                             |
| 1864                                     | 1900                         | Gérasime Jesson            |           |                                                                                             |
| 1900                                     | 1915                         | Placide Debin              |           |                                                                                             |
| 1915                                     | 1919                         | Paul Hattat                |           |                                                                                             |
| 1919                                     | 1940                         | Lucien Rigollet            |           |                                                                                             |
| 1940                                     | 1942                         | Eugène Jesson              |           |                                                                                             |
| 1942                                     | 1945                         | Léon Debin                 |           |                                                                                             |
| 1945                                     | 1947                         | Serge Pigny                |           |                                                                                             |
| 1947                                     | 1949                         | Gabriel Arnould            |           |                                                                                             |
| 1949                                     | 1959                         | Robert Debin               |           |                                                                                             |
| 1959                                     | 1965                         | Gabriel Arnould            |           |                                                                                             |
| 1965                                     | 1990                         | Henri Debin                |           |                                                                                             |
| 1990                                     | 2001                         | Roger Bertrand             |           |                                                                                             |
| 2001                                     | 2008                         | Michel Fortin              |           |                                                                                             |
| 2008                                     | En cours (au 4 juillet 2014) | Jacques Jesson             |           | Réélu pour le mandat 2020-2026 Président Communauté d'agglomération de Châlons en Champagne |

En 1743 est attestée une école, simple appentis adossé au sud de l'église qui resta là jusqu'en 1863, une nouvelle école étant construite près de la place du village qui fut agrandie et rénovée en 1898.

## Économie
Une des richesses de la ville fut pendant longtemps son port sur la Marne, «...la principale rue du village est dégradée par suite de la grande affluence de voitures qui amènent au port de Saint-Martin des charbons pour l'approvisionnement de Paris, des bois de marine, des munitions de guerre pour le roi » en une supplique à l'intendant en 1788. les nautes avaient pension en la ville avant de bresler les convois, ils payaient une redevance sur chaque stère de bois stockée sur le pré. Le port fut recréé sur le canal latéral à la Marne mais finit par tomber en désuétude.
Les chemins de fer de la Banlieue de Reims disposaient d'une gare dans la commune, dès 1903.

## Démographie
L'évolution du nombre d'habitants est connue à travers les recensements de la population effectués dans la commune depuis 1793. Pour les communes de moins de 10 000 habitants, une enquête de recensement portant sur toute la population est réalisée tous les cinq ans, les populations de référence des années intermédiaires étant quant à elles estimées par interpolation ou extrapolation. Pour la commune, le premier recensement exhaustif entrant dans le cadre du nouveau dispositif a été réalisé en 2006.

En 2022, la commune comptait 794 habitants, en stagnation par rapport à 2016 (Marne : −1,19 %, France hors Mayotte : +2,11 %).
| 1793 | 1800 | 1806 | 1821 | 1831 | 1836 | 1841 | 1846 | 1851 |
| ---- | ---- | ---- | ---- | ---- | ---- | ---- | ---- | ---- |
| 130  | 120  | 112  | 109  | 139  | 140  | 143  | 148  | 158  |

| 1856 | 1861 | 1866 | 1872 | 1876 | 1881 | 1886 | 1891 | 1896 |
| ---- | ---- | ---- | ---- | ---- | ---- | ---- | ---- | ---- |
| 175  | 165  | 155  | 146  | 151  | 166  | 183  | 203  | 203  |

| 1901 | 1906 | 1911 | 1921 | 1926 | 1931 | 1936 | 1946 | 1954 |
| ---- | ---- | ---- | ---- | ---- | ---- | ---- | ---- | ---- |
| 200  | 220  | 211  | 257  | 340  | 367  | 406  | 415  | 340  |

| 1962 | 1968 | 1975 | 1982 | 1990 | 1999 | 2006 | 2011 | 2016 |
| ---- | ---- | ---- | ---- | ---- | ---- | ---- | ---- | ---- |
| 376  | 618  | 948  | 903  | 898  | 882  | 828  | 745  | 794  |

| 2021 | 2022 | - | - | - | - | - | - | - |
| ---- | ---- | - | - | - | - | - | - | - |
| 798  | 794  | - | - | - | - | - | - | - |

## Culture locale et patrimoine

### Lieux et monuments

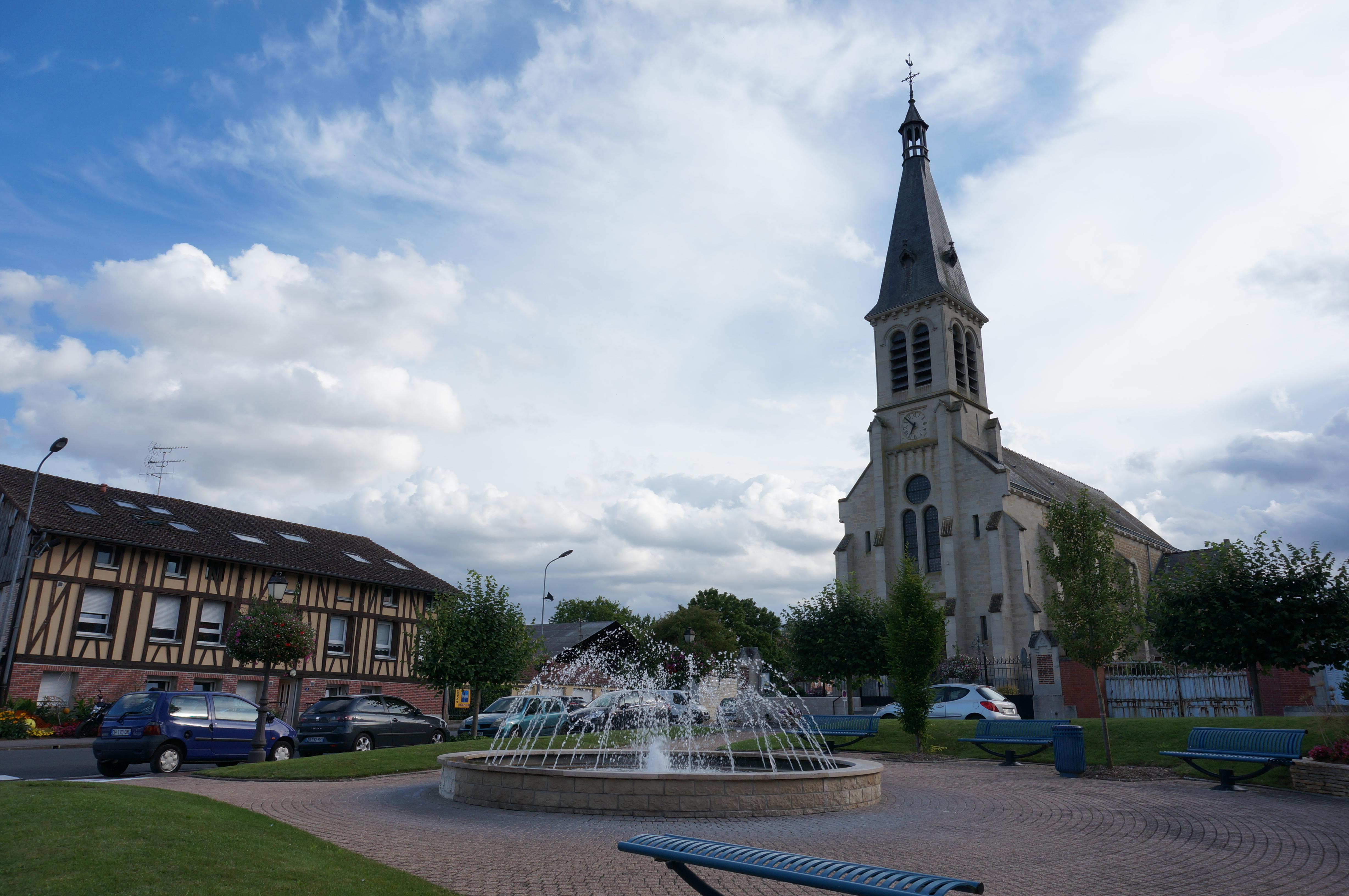
L'église.
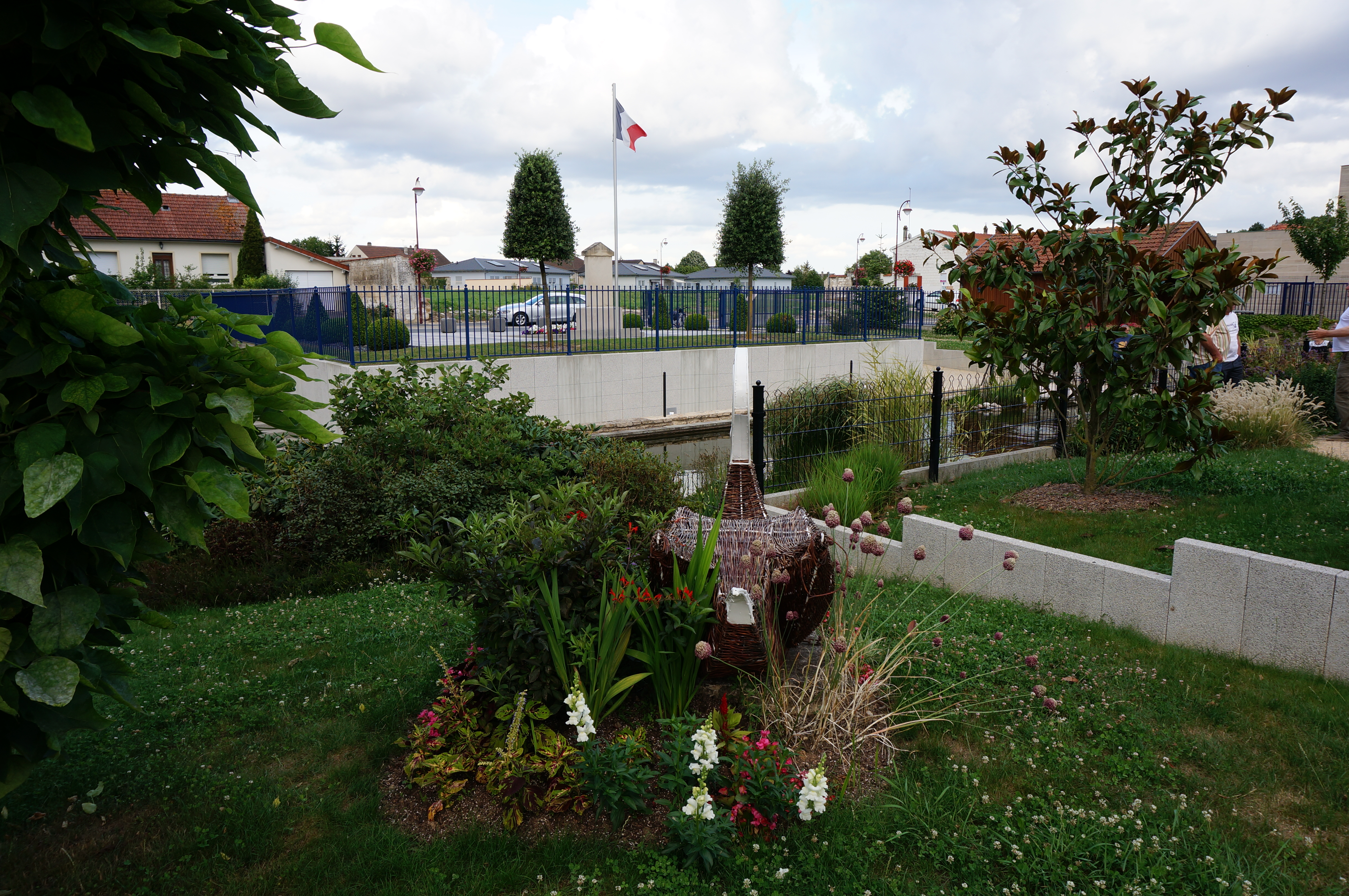
Jardin des Senteurs et monument aux morts.
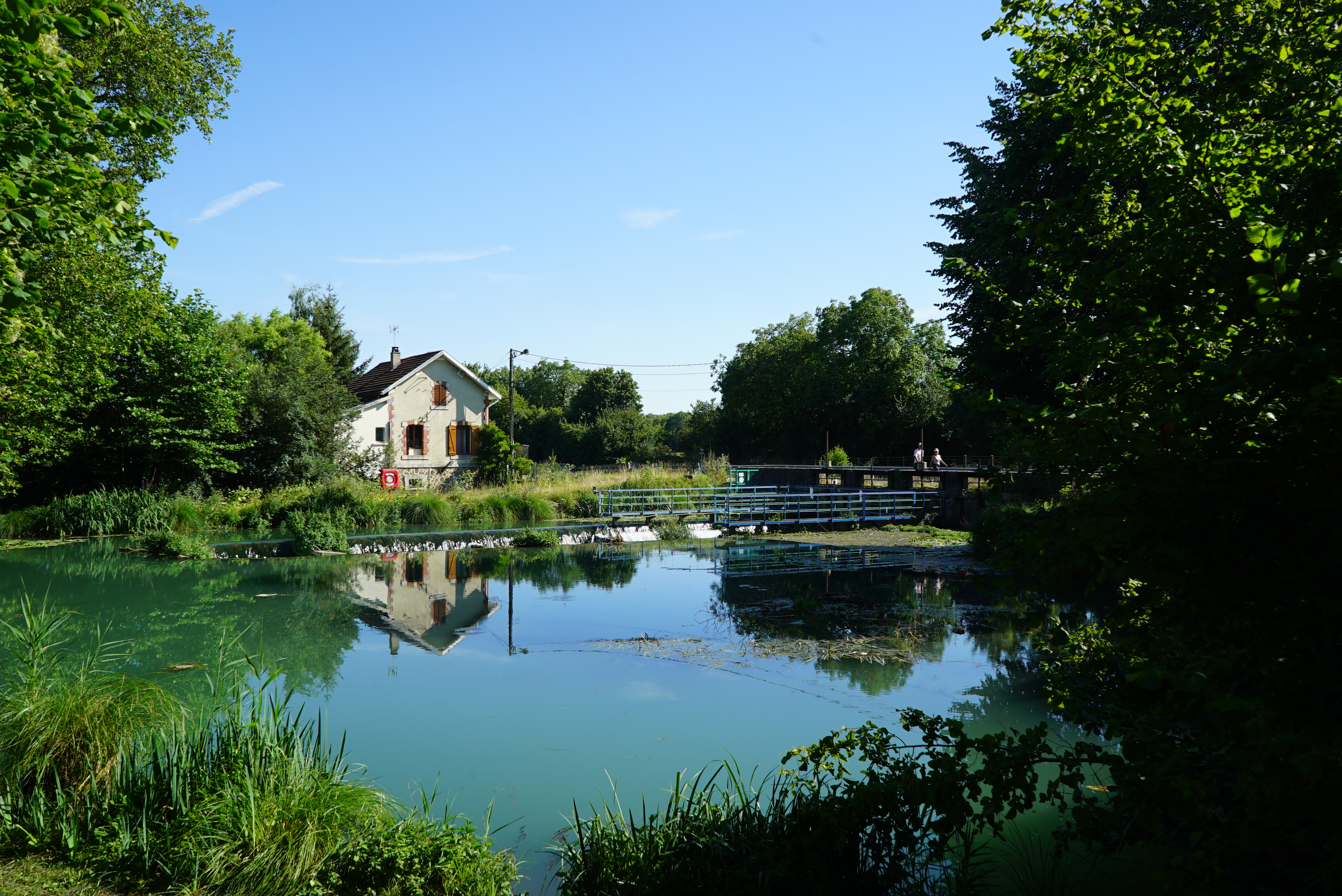
Le déversoir et la halte du canal latéral à la Marne.

- Église de 1886.
- Jardin de Senteurs avec bassin.
- La promenade le long du canal Saint-Martin avec ses platanes et son déversoir, site classé depuis 1938 par le ministère de l'Écologie, du Développement durable et de l'Énergie.

### Héraldique
| Armes de Saint-Martin-sur-le-Pré | Les armes de la commune se blasonnent ainsi : d'azur au sautoir d'or, cantonné de quatre épis de blé du même. |